# Biuro Szyfrów

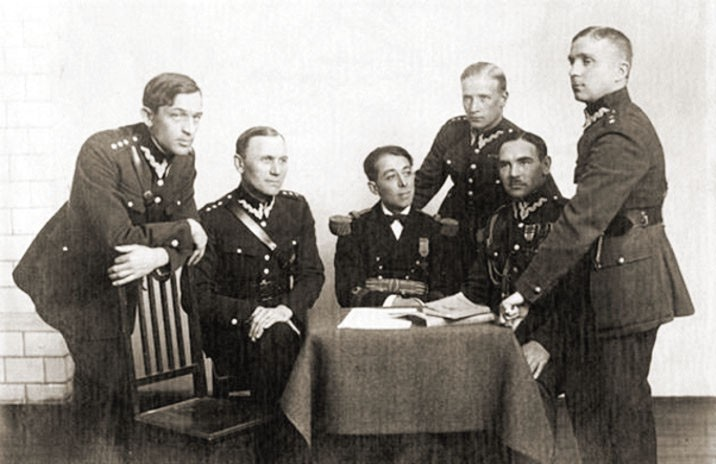
Oficerowie Biura Szyfrów. Od lewej: Jakub Plezia, Jerzy Suryn, Yamawaki Masataka, Paweł Misiurewicz, Franciszek Pokorny, Maksymilian Ciężki. Lata 20. XX w.

Biuro Szyfrów (BS) – międzywojenna komórka organizacyjna Oddziału II Sztabu Generalnego Wojska Polskiego zajmująca się kryptografią (użyciem szyfrów i kodów) i kryptoanalizą (badaniem szyfrów i kodów, a w szczególności na potrzeby łamania ich).
W styczniu 1919 w strukturze Oddziału VI Informacyjnego Sztabu Generalnego została utworzona sekcja spraw organizacyjnych i szyfrów, której kierownictwo powierzono kpt. Eugeniuszowi Chilarskiemu. Z dniem 11 maja 1919 roku, w ramach reorganizacji Naczelnego Dowództwo Wojska Polskiego, Oddział VI został przeformowany w Oddział II Informacyjny, w którego wewnętrznej strukturze znalazła się Sekcja Szyfrowa.
Podczas wojny polsko-bolszewickiej (1919–1921) komórka ta odegrała kluczową rolę dla Polski w wygraniu wojny. W połowie 1931 roku agencja, łącząc się z innymi podobnymi agencjami, przekształciła się w Biuro Szyfrów. W grudniu 1932 roku Biuro rozpoczęło prace nad łamaniem szyfrów niemieckiej Enigmy. W ciągu następnych siedmiu lat polscy kryptolodzy pokonali trudności związane z budową i działaniem wyposażonej w przełącznicę kablową Enigmy. Biuro zajmowało się również łamaniem sowieckiej kryptografii.
Miesiąc przed wybuchem II wojny światowej, 25 lipca 1939 w Warszawie, Biuro Szyfrów na rozkaz Szefa Sztabu Głównego WP gen. Wacława Stachiewicza ujawniło techniki i sprzęt związany z rozszyfrowaniem Enigmy przedstawicielom francuskiego i brytyjskiego wywiadu wojskowego, który nie wykazywał do tego czasu żadnego postępu w sprawie rozszyfrowania Enigmy. Informacje uzyskane wówczas przez Brytyjczyków i Francuzów od strony polskiej w kwestii konstrukcji Enigmy i systemu dekryptażu przyniosły aliantom podczas II wojny światowej nieocenioną korzyść w walce z III Rzeszą.

## Utworzenie Biura Szyfrów

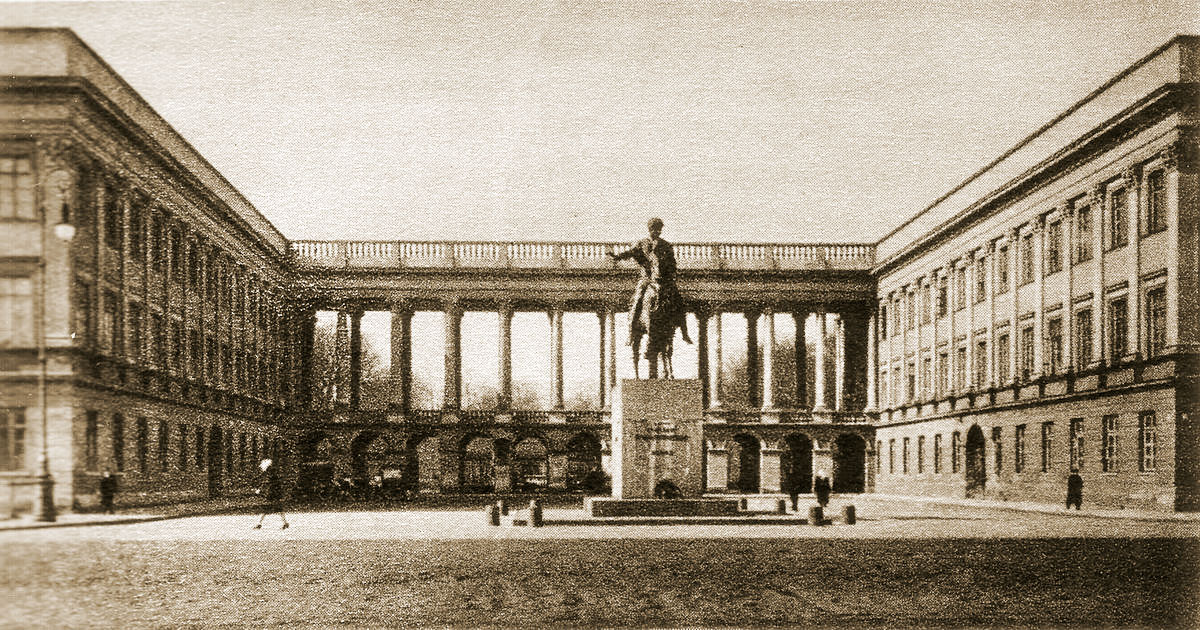
Siedziba Biura Szyfrów znajdowała się w Pałacu Saskim w Warszawie (zdjęcie z 1930).

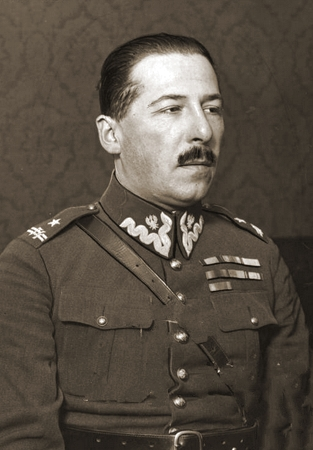
Jan Kowalewski, który w 1919 złamał pierwsze klucze szyfrowe sowietów.

8 maja 1919 roku, „Sekcja Szyfrów”, czyli agencja poprzedzająca „Biuro Szyfrów”, została założona przez por. Józefa Serafina Stanslickiego . Sekcja Szyfrów składała raporty ze swojej pracy do Sztabu Generalnego WP, a także znacznie przyczyniła się do obrony Polski w czasie wojny polsko-bolszewickiej w latach 1919–1921, pomagając utrzymać niepodległość Polski, niedawno odzyskanej w I wojnie światowej.
Podczas wojny polsko-bolszewickiej złamano około stu rosyjskich szyfrów przez grupę polskich kryptologów, wśród których znajdowali się między innymi: por. Jan Kowalewski i trzech światowej sławy profesorów matematyki związanych z polską szkołą matematyczną – Stefan Mazurkiewicz, Wacław Sierpiński i Stanisław Leśniewski.
Sztaby armii rosyjskiej ciągle używały przestarzałych i nieskutecznych metod takich, jakie Armia Imperium Rosyjskiego wykorzystywała podczas I wojny światowej, co już wówczas przynosiło korzyści armii niemieckiej. W rezultacie, podczas wojny polsko-bolszewickiej Wojsko Polskie było regularnie informowane przez rosyjskie stacje sygnałowe o kolejnych ruchach wojsk rosyjskich, ich zamiarach i postanowieniach operacyjnych. Według płk Mieczysława Ścieżyńskiego sztaby rosyjskie „nie wahały się, co do wysyłania wszelkich informacji o charakterze operacyjnym za pomocą radiotelegrafii. W czasie wojny były okresy, kiedy do celów operacyjnych i komunikacyjnych nie używano żadnych innych środków komunikacji. Wiadomości były przesyłane albo jako zwykły tekst, albo były zaszyfrowane. Jednakże były one zaszyfrowywane w sposób na tyle nieskomplikowany, że dla naszych wytrenowanych specjalistów odczytywanie ich było dziecinnie proste.”
W lipcu 1920 roku polscy kryptolodzy odszyfrowali 410 sygnałów: od Michaiła Tuchaczewskiego, dowódcy Frontu Północnego, Lwa Trockiego, sowieckiego komisarza wojny, dowódców armii np.: dowódcy IV armii, Siergiejewa, dowódcy Armii Konnej, Siemiona Budionnego, dowódcy 3 Korpusu Kawalerii, Gaja, a także od sztabów XII, XV i XVI Armii, od sztabów Grupy Mozyrskiej, Grupy Złoczowskiej ; Grupy Jakira ; od 2, 4, 7, 10, 11, 12, 16, 17, 18, 24, 27, 41, 44, 45, 53, 54, 58 i 60 Dywizji Piechoty, od 8 Dywizji Kawalerii itd.
Przechwytywane sygnały były z zasady odszyfrowywane jeszcze tego samego dnia, lub najpóźniej dnia następnego i natychmiastowo były wysyłane do II Oddziału Sztabu Generalnego (wywiad) i do sekcji operacyjnej. Sygnały, które miały większe znaczenie, odczytywał szef Sztabu Generalnego, lub sam Wódz Naczelny Józef Piłsudski.
Przechwytywanie i czytanie sygnałów dostarczało polskiemu wywiadowi wszystkich rozkazów operacyjnych Armii Czerwonej. Polacy byli w stanie śledzić poczynania Armii Konnej Budionnego w drugiej połowie sierpnia 1920 roku z ogromną dokładnością, poprzez monitorowanie jego radiotelegraficznej korespondencji z Tuchaczewskim, w tym słynnego, historycznego konfliktu między tymi dwoma rosyjskimi dowódcami.
Przechwytywane sygnały zawierały nawet rozkazy Trockiego skierowane do rewolucyjnej rady wojny frontu zachodniego, potwierdzające rozkazy operacyjne Tuchaczewskiego.
Rozkaz Tuchaczewskiego skierowany do Budionnego był w całości przechwycony 19 sierpnia i przeczytany 20 sierpnia. Zawierał on wszystkie zadania, które miała wykonać armia Tuchaczewskiego, a które wcześniej były znane tylko powierzchownie.
Ścieżyński przypuszcza, że Sowieci musieli przechwytywać polskie sygnały operacyjne, lecz ma on wątpliwości czy byli oni w stanie na tym skorzystać, gdyż metody polskiej kryptografii niewiele różniły się od technik współczesnych, a tylko niewielka liczba polskich dowództw była wyposażona w radiostacje, których w tamtych czasach ciągle brakowało. Polskie dowództwa były ostrożniejsze niż Rosjanie i prawie każda polska dywizja korzystała z telegrafu.
Płk Tadeusz Schaetzel, szef Oddziału II Sztabu Generalnego wspierał polskich kryptologów. Pracowali oni w warszawskiej stacji radiowej WAR, która była jedną z dwóch nadajników radiowych dalekiego zasięgu w tym czasie.
Praca polskich kryptologów doprowadziła między innymi do odkrycia luk w lewym skrzydle Armii Czerwonej, co umożliwiło Marszałkowi Józefowi Piłsudskiemu zwycięstwo po uderzeniu w to skrzydło w sierpniu 1920 roku podczas Bitwy Warszawskiej.
Grzegorz Nowik twierdzi, że odkrycie archiwum Biura Szyfrów, w kilkadziesiąt lat po wojnie polsko-bolszewickiej, wykazało, że wywiad radiowy w latach 1919–1920 … był najbardziej kompletnym i … współczesnym wywiadem, jeśli chodzi o wszelakie informacje dotyczące funkcjonowania Armii Czerwonej, a w szczególności jednostek działających na froncie anty-polskim, wywiad radiowy w dużym stopniu wpłynął na przebieg wszystkich … działań wojennych przeprowadzonych przez Polskę w 1920 roku – od walki w Owruczu począwszy, poprzez marcowe działania Mozyr i Kijów, kwietniowe działania na Ukrainie, walki z pierwszą i drugą ofensywą Tuchaczewskiego na Białorusi, walki z Armią Kawalerii Budionnego, aż po Bitwę Warszawską, Bitwę o Lwów i Bitwę pod Niemnem.
Do zadań biura weszły:
1. radiowywiad
2. studia nad rozwiązywaniem szyfrów nieprzyjacielskich
3. przygotowywanie szyfrów własnych
4. szkolenie personelu
5. organizacja i zabezpieczenie łączności radiowej Oddziału II

## Biuro Szyfrów
W połowie 1931 roku w Polskim Sztabie Generalnym utworzono Biuro Szyfrów poprzez połączenie Referatu Radiowywiadu i Referatu Szyfrów Własnych. Biuro zajmowało się zarówno kryptografią – wytwarzaniem i nadzorem korzystania z szyfrów i kodów – jak i kryptologią, czyli badaniem szyfrów i kodów, w szczególności w celach „łamania” ich.
W latach 1932 i 1936 Biuro Szyfrów podjęło się dodatkowych obowiązków dotyczących łączności radiowej między punktami wojskowo-wywiadowczymi w Polsce i za granicą, a także kontrwywiadem wojskowym – polegającym na rozpoznawaniu i przechwytywaniu stacji, lokalizujących i analizujących ruch nadajników szpiegowskich działających w Polsce.

### Referaty Biura Szyfrów
Biuro Szyfrów zostało podzielone na 4 referaty:
- BS1 – szyfry własne
- BS2 – radiowywiad
- BS3 – szyfry rosyjskie
- BS4 – szyfry niemieckie
  - BS3 i 4 były odpowiedzialne również za kontrwywiad i nasłuch radiowy

### Stacje pelengacyjne
Biuro Szyfrów przy Oddziale II Sztabu Generalnego dysponowało 7 stacjami, które zajmowały się namiarem (tzw. pelengacją) i całodobowym nasłuchem obcych stacji radiowych.
W kierunku zachodnim (niemieckim) działały 3 stacje pelengacyjno-nasłuchowe:
- Nr 3 – mieszcząca się w Krzesławicach pod Krakowem
- Nr 4 – w Poznaniu
- Nr 5 – w Starogardzie

W kierunku wschodnim (Związek Radziecki) działały 4 stacje:
- Nr 1 – w Warszawie (w Cytadeli)
- Nr 2 – w Lidzie
- Nr 6 – w Równem
- Nr 7 – w Kołomyi

### Grupy ruchome
W strukturach Oddziału II w kierunku wschodnim działały również 4 manewrowe stacje namiaru i nasłuchu radiowego (tzw. grupy ruchome). W 1939 r., na wieść o groźbie wybuchu wojny, zostały przeniesione na Pomorze i Śląsk Cieszyński.
Grupy ruchome:
- C
- Z
- M
- P

### Główne zagrożenie
Za główne zagrożenie dla bezpieczeństwa II Rzeczypospolitej uważano Związek Radziecki i tam kierowano główne wysiłki wywiadowcze Oddziału II i Biura Szyfrów.

## Enigma
Pod koniec 1927 roku lub na początku 1928 roku Urząd Celny w Warszawie otrzymał przesyłkę z Niemiec, która zgodnie z dołączoną do niej deklaracją, miała zawierać urządzenia radiowe. Przedstawiciel niemieckiej firmy usilnie domagał się, aby przesyłka została zwrócona do Niemiec nawet przed przejściem przez cło jako, że sprzęt ten został wysłany przez pomyłkę. Jego uporczywe żądania zaalarmowały funkcjonariuszy celnych, którzy powiadomili Biuro Szyfrów Polskiego Sztabu Generalnego. Biuro to interesowało się, bowiem nowymi rozwiązaniami w technologii radiowej. A że to wydarzyło się w sobotę po południu, eksperci z Biura mieli dość czasu, aby dokładnie przyjrzeć się sprawie. Kiedy ostrożnie otworzyli przesyłkę, zauważyli, że nie zawierała ona sprzętu radiowego, lecz maszynę szyfrującą. Maszynę zbadano dokładnie, a następnie umieszczona ją z powrotem w pudełku.
Według Rejewskiego owa maszyna szyfrująca mogła posłużyć jako model do badań nad Enigmą. „Chociaż ten epizod nie miał praktycznie żadnego znaczenia, to jednak przyczynił się do ustalenia daty, od której zaczyna się zainteresowanie Biura Szyfrów Enigmą.”

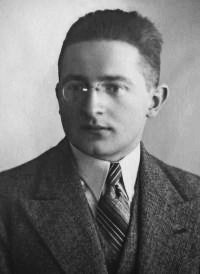
Marian Rejewski, ca. 1932

15 lipca 1928 roku niemieckie wojskowe stacje radiowe zaczęły nadawać pierwsze maszynowo-zaszyfrowane wiadomości. Polskie stacje monitorujące zaczęły je przechwytywać, a kryptolodzy w sekcji niemieckiej Polskiego Biura Szyfrów dostali instrukcje, aby je odczytywać. Jednakże próby odczytania okazały się bezowocne, co doprowadziło do zaprzestania prób.
W styczniu 1929 roku Major Gwido Langer został szefem Referatu Radiowywiadu, po sprawowaniu funkcji szefa sztabu 1 Dywizji Piechoty Legionów, a następnie został mianowany szefem Biura Szyfrów. Zastępcą szefa Biura i szefem sekcji niemieckiej BS-4 był kpt. Maksymilian Ciężki.
W 1929 roku kierownik Referatu Radio i Szyfrów, major dyplomowany Franciszek Pokorny, kapitan Ciężki i cywilny pracownik Biura, Antoni Palluth prowadzili w tajemnicy kurs kryptologii dla wybranych studentów matematyki na Uniwersytecie w Poznaniu. Ponad dziesięć lat później, podczas II wojny światowej, jeden ze studentów (Marian Rejewski) odkrył w czasie pobytu we Francji, że cały kurs był prowadzony w oparciu o książkę generała Marcela Givièrge Cours de cryptographie (Kurs Kryptografii), opublikowanej w 1925 roku.
We wrześniu 1932 roku Maksymilian Ciężki zatrudnił trzech młodych absolwentów poznańskiego kursu do pracy w Biurze. Byli to: Marian Rejewski, Jerzy Różycki i Henryk Zygalski.

### Pomoc francuska
Pomagały w tym dostarczone 7 grudnia 1931 r. przez szefa francuskiego Biura Szyfrów przy Deuxieme Bureau Gustave Bertranda materiały.
Gustave Bertrand miał bardzo ważne źródło informacji, od 1931 r. nawiązał współpracę z Hansem-Thilo Schmidtem, agentem francuskim pracującym w niemieckim wojskowym biurze szyfrów. Hans-Thilo Schmidt, pod pseudonimem Asche, dostarczał mu bezcenne dokumenty na temat Enigmy. Do obowiązków Schmidta w niemieckim wojskowym biurze szyfrów należała m.in. dystrybucja materiałów dekryptażu wśród odbiorców i nadzór nad zniszczeniem zdezaktualizowanych materiałów kryptologicznych.
Praca kryptologów z Referatu 4 (BS4) Biura Szyfrów Oddziału II Sztabu Generalnego przyniosła bezcenne korzyści. W 1938 r. Biuro Szyfrów odczytywało ruch radiowy niemieckich Sił Lądowych Wehrmachtu, Sił Powietrznych Luftwaffe. Z szyfrem Kriegsmarine było więcej kłopotów, ponieważ Enigma używana przez Kriegsmarine posługiwała się modelem z pięcioma krążkami kodującymi, w przeciwieństwie do Enigmy używanej przez Wehrmacht i Luftwaffe.

### Rozwiązanie zagadki Enigmy
W 1926 roku niemiecka marynarka wojenna zaczęła używać unowocześnionego modelu Enigmy, jako głównego urządzenia kryptograficznego. W 1932 roku Marian Rejewski użył, co historyk David Kahn opisuje jako jedno z największych osiągnięć w dziedzinie kryptografii, matematycznej teorii grup w celu złamania maszynowych szyfrów Enigmy niemieckich sił zbrojnych.
Rozwiązanie Rejewskiego było bardzo utożsamiane z informacją, że kpt. Gustave Bertrand z Francuskiego Wywiadu Wojskowego przeszedł do Biura. Na informacje te składały się dwa niemieckie dokumenty i dwie strony dokumentacji dotyczącej Enigmy sporządzanej codziennie (z września i października 1932 roku). Dokumentację tą zdobył francuski agent wywiadu wojskowego, znany pod niemieckim kryptonimem Rex, od agenta, który pracował w niemieckim Biurze Szyfrów w Berlinie (Hansa Thilo-Schmidta znanego, jako Asché). Dokumenty były zatytułowane Gebrauchsanweisung für die Chiffriermaschine Enigma (Instrukcje obsługi maszyny szyfrującej Enigma) i Schlüsselanleitung für die Chiffriermaschine Enigma (Instrukcje maszyny szyfrującej Enigma).
Po tym jak Rejewski zrekonstruował wojskową Enigmę, Polskie Biuro Szyfrów zleciło firmie AVA, której współwłaścicielem był Antoni Palluth, zbudowanie maszyn identycznych z Enigmą stosownie do wytycznych Rejewskiego. AVA zbudowała także urządzenie kryptograficzne takie jak „cyklometr” i „bomba kryptologiczna.” Płachta Zygalskiego natomiast została wyprodukowana w Biurze Szyfrów.
W styczniu 1938 roku płk Stefan Mayer zarządził, aby dane były gromadzone co dwa tygodnie, porównując numery w wiadomościach Enigmy z przechwytami Enigmy. Stosunek tych obliczeń wynosił 65 procent. Jak skomentował to Marian Rejewski: „te 75 procent … to była granica naszych możliwości. Z nieznacznie zwiększonym personelem moglibyśmy osiągnąć nawet 90 procent … odczytów. Lecz pewna liczba zaszyfrowanych materiałów… z powodów wadliwych transmisji lub … odbiorów, czy też z różnych innych powodów na zawsze pozostały nieodczytane”.
Informacje otrzymywane z rozszyfrowanej Enigmy zdają się być skierowane od B.S.-4 głównie do Niemieckiego Biura II Oddziału Generalnego Sztabu (Wywiadu). Za co od 1935 roku do połowy kwietnia 1939 Major Jan Leśniak, a w kwietniu 1939 przekazał zwierzchnictwo nad Biurem Niemieckim innemu oficerowi.
Kiedy 1 września 1939 roku wybuchła II wojna światowa, Leśniak i jego koledzy pracowali intensywnie przez trzy lata nad ustaleniem niemieckiego systemu walki i odnieśli sukces rozpracowując go w 95 procentach. Dlatego też niemiecki atak na Polskę nie był zaskoczeniem dla polskiego Sztabu Generalnego. Według Leśniaka wyniki otrzymane od polskiego wywiadu „absolutnie przekroczyły granice naszych możliwości.”

## Las Kabacki
Do roku 1937 Biuro Szyfrów Referat Niemiecki, BS-4, mieścił się w pałacu Saskim – siedzibie Polskiego Sztabu Generalnego w Warszawie. W 1937 roku BS-4 zostało przeniesione do specjalnie zbudowanych obiektów w Lesie Kabackim niedaleko miejscowości Pyry, na południe od Warszawy. Warunki pracy były tu nieporównanie lepsze niż w zatłoczonej i ciasnej siedzibie Sztabu Generalnego.
Na to posunięcie miały także wpływ warunki bezpieczeństwa. Abwehra zajmowała się bowiem ciągłym werbunkiem potencjalnych zdrajców wśród pracowników Sztabu Generalnego. Nawet ci agenci, którzy nie mieli dostępu do tajnych informacji, mogli obserwować wchodzących i wychodzących z budynku pracowników, a także robić im zdjęcia za pomocą miniaturowych aparatów.

## Prezent dla sojuszników
25 lipca 1939 w Pyrach, na pięć tygodni przed wybuchem II wojny światowej, szefowie Biura Szyfrów: ppłk Gwido Langer i mjr Maksymilian Ciężki, wraz z trzema matematykami-kryptologami i płk Stefanem Mayerem ujawnili wywiadowi francuskiemu (Gustave Bertrand i Henri Braquenié) i brytyjskiemu (Alastair Dennison, Dilly Knox i Humphrey Sandwith) osiągnięcia Polski w dekrypcji Enigmy.
Podczas, gdy Rejewski pracował nad rekonstrukcją Enigmy końcem 1932 roku, całkowicie rozwiązał kluczowy element.
Prezent odszyfrowania Enigmy od Polaków dla zachodnich sojuszników, na pięć tygodni przed wybuchem II wojny światowej, pojawił się w odpowiednim momencie. Matematyk-kryptolog Gordon Welchman pisał: „Ultra (brytyjska operacja dotycząca odszyfrowania Enigmy) nie miałaby sensu, jeśli nie dowiedzielibyśmy się od Polaków, w ostatniej chwili, szczegółów związanych z niemiecką Enigmą i z operacjami wojsk niemieckich. Po wojnie, premier Wielkiej Brytanii Winston Churchill powiedział królowi Jerzemu VI: „To Ultra zawdzięczamy zwycięstwo.” Dwight D. Eisenhower opisał odszyfrowanie Enigmy, jako „decydujący wkład do działań alianckich.”
Tydzień po spotkaniu w Pyrach, Dilly Knox podziękował Polakom w swoim liście z 1 sierpnia 1939 roku za „współpracę i cierpliwość.” Do listu dołączył chustę przedstawiającą wyścigi konne Derby, co było oczywistym porównaniem do wyścigu kryptologicznego.
5 września 1939 roku, kiedy stało się jasnym, że Polska nie będzie w stanie powstrzymać niemieckiej inwazji, BS-4 otrzymało rozkaz zniszczenia części akt i ewakuowania najważniejszych pracowników.

## Biuro za granicą
We wrześniu 1939 roku podczas niemieckiej agresji na Polskę, pracownicy Biura Szyfrów zostali ewakuowani na południowy wschód, a po inwazji Rosjan na wschodnią Polskę 17 września – do Rumunii, niszcząc po drodze cały sprzęt do kryptologii i całą dokumentację. Po przekroczeniu granicy Jugosławii i neutralnych Włoch dotarli oni w końcu do Francji. Tu, 20 października 1939 roku w PC Bruno na nowo rozpoczęli prace nad Enigmą współpracując z Bletchley Park.
W celach bezpieczeństwa alianci zaszyfrowywali wszystkie wiadomości używając maszyn podobnych do Enigmy. Henri Braquenie często dodawał na koniec wiadomości ironiczne „Heil Hitler!” Niektórzy pracownicy Biura Szyfrów, którzy pracowali z Enigmą, a także większość pracowników AVA Radio, która zbudowała kopie Enigmy i sprzęt kryptologiczny dla Referatu Niemieckiego, zostali w Polsce. Niektórzy z nich byli przesłuchiwani przez Gestapo, ale nikt nie zdradził sekretu prac nad odszyfrowaniem Enigmy.
W grudniu 1939 roku, kiedy ppłk Gwido Langer wraz z kpt. Braquenie odwiedzili Londyn i Bletchley Park, Brytyjczycy zapytali ich o powrót polskich pracowników do kraju. Langer, jednakże, odpowiedział, że polscy kryptolodzy muszą pozostać tam, gdzie tworzone są Polskie Siły Zbrojne, czyli we Francji.
W styczniu 1940 roku brytyjski kryptoanalityk Alan Turing spędził kilka dni w PC Bruno pracując z polskimi kolegami. Przywiózł Polakom arkusze Zygalskiego, które były wyprodukowane przez Johna Jeffreya w Bletchley Park. Niestety nie działały one poprawnie. Jak się okazało błędnie skopiowane. Naprawienie tego błędu 17 stycznia 1940 roku pozwoliło Polakom osiągnąć pierwszy przełom od 28 października 1939 w sprawie Enigmy.
W maju 1940 roku Niemcy tuż przed rozpoczęciem ofensywy na Belgię, Luxemburg i Niderlandy, mającej otworzyć drogę na Francję, po raz kolejny zmienili sposób szyfrowania wiadomości. W wyniku czego arkusze Zygalskiego okazały się nieprzydatne.” Według Gustave Bertranda „pokonanie nowych trudności wymagała nadludzkiego wysiłku w dzień i w nocy: 20 maja odszyfrowanie rozpoczęło się na nowo.”
Tuż po zawieszeniu broni w czerwcu 1940 roku, Polaków ewakuowano do Algierii. W październiku 1940 rozpoczęli oni prace nad „ośrodkiem Cadix”, niedaleko Uzès, w nieokupowanym południowym rejonie Vichy, we Francji. Gustave Bertrand wspomagał ich finansowo.
Dwa lata później, 8 października 1942 roku, Bertrand dowiedział się z BBC, że alianci wylądowali we francuskiej Północnej Afryce. Będąc przygotowanym na to, że Niemcy zajmą Vichy, 9 października ewakuował on Cadix. Dwa dni później Niemcy wkroczyli do południowej części Francji. Rankiem 12 października okupowali już Cadix.
Uciekając z Cadix, polscy pracownicy ominęli okupowane Włochy i niemieckie Gestapo i zdołali uciec do Francji przez Hiszpanię. Jerzy Różycki, Jan Graliński i Piotr Smoleński zginęli w katastrofie francuskiego statku pasażerskiego Lamoricière na Morzu Śródziemnym, na którym to wracali do Francji z Algierii w styczniu 1942 roku.
Marian Rejewski i Henryk Zygalski wspinali się przez Pireneje wraz z przewodnikiem (który ich okradł), aż do granicy hiszpańskiej, gdzie zostali aresztowani 30 stycznia 1943 roku. Przed uwolnieniem po interwencji Czerwonego Krzyża, Hiszpanie przetrzymywali ich przez trzy miesiące. Po pokonaniu długiej drogi udało się im w końcu dołączyć do Polskich Sił Zbrojnych w Wielkiej Brytanii, gdzie wcielono ich do polskiej Armii i zatrudniono do łamania szyfrów SS.
Wraz z końcem II wojny światowej praca Biura Szyfrów ustała. Od czasu jego założenia w 1931 aż do końca wojny w 1945 roku Biuro, pozostając tą samą agencją, z tymi samymi najważniejszymi pracownikami i wykonując mniej więcej te same zadania, teraz przestało istnieć. Ani Zygalski, ani Rejewski nigdy więcej nie pracowali jako kryptolodzy. Pod koniec 1946 roku Rejewski powrócił do swojej rodziny w zrujnowanej i politycznie zmienionej Polsce, gdzie przeżył 33 lata. Umarł w lutym 1980 roku. Zygalski pozostał w Anglii aż do śmierci w 1978 roku.

## W kulturze popularnej
W 1967 roku polski historyk wojenny Władysław Kozaczuk ujawnił w swojej książce pt. „Bitwa o tajemnice” fakt, że to Polacy złamali niemiecką Enigmę jeszcze przed II wojną światową. Wyznanie Kozaczuka na długo przed pojawieniem się książki F.W. Winterbothama „The Ultra Secret” w 1974 roku, całkowicie zmieniło punkt widzenia na wojnę.
W 1979 roku został nakręcony polski film pt. Sekret Enigmy , opowiadający prawdziwą, choć powierzchowną historię Biura Szyfrów. Dwadzieścia dwa lata później, w 2001 roku pojawiła się produkcja z Hollywood zatytułowana Enigma. Jednakże film ten został skrytykowany za historyczne nieścisłości, włącznie z wkładem Polaków w odszyfrowanie Enigmy.